# Mauricio Antón

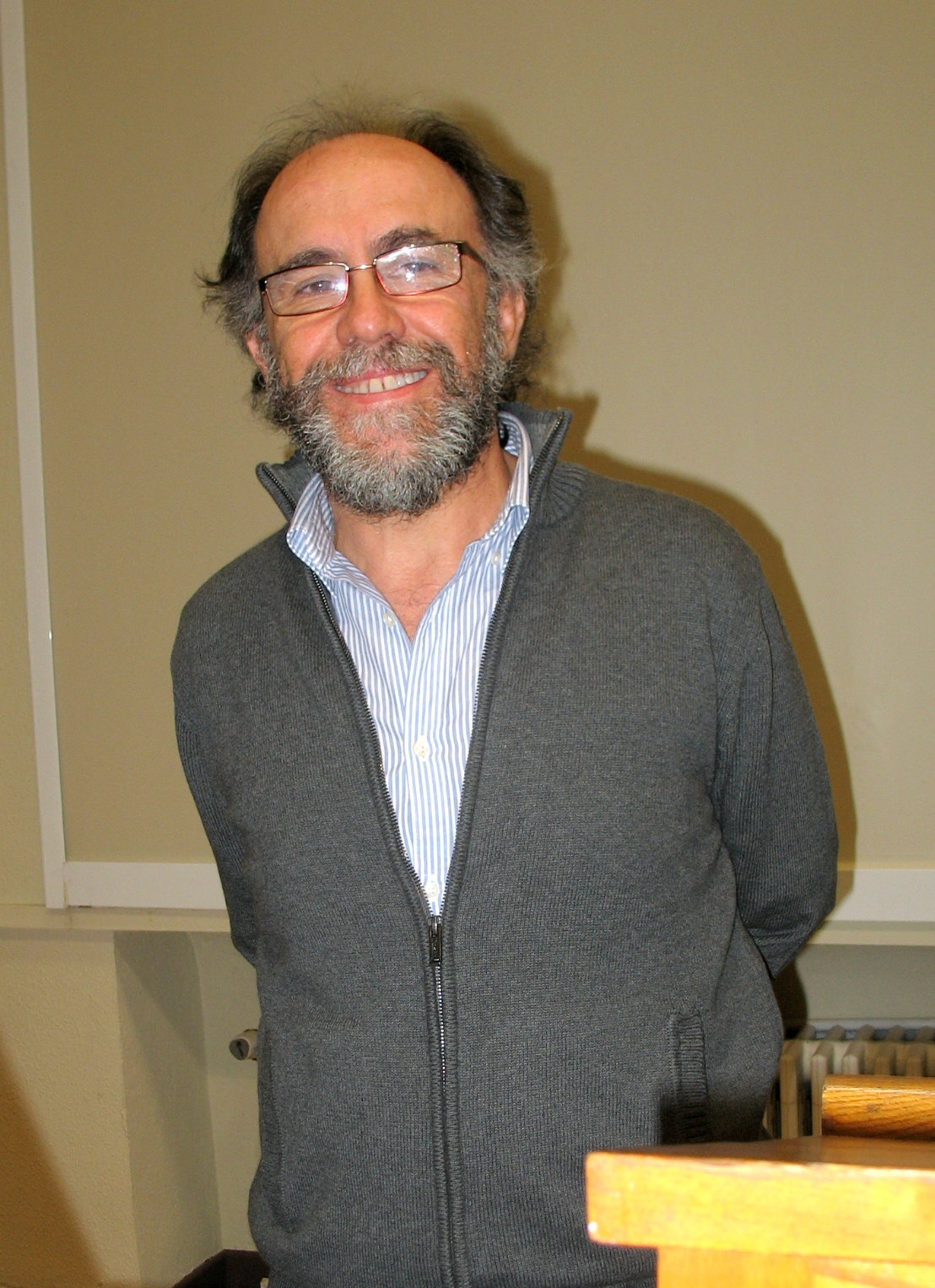
Mauricio Antón (2019)

Mauricio Antón Ortúzar (* 1961 in Bilbao, Spanien) ist ein spanischer Paläokünstler und Illustrator, der sich auf die wissenschaftliche Rekonstruktion ausgestorbener Säugetiere spezialisiert hat. Sein Œuvre umfasst Illustrationen von Hominiden, fossilen Raubtieren und anderen Wirbeltierarten, die in verschiedenen wissenschaftlichen Publikationen, Büchern, Privatsammlungen und Museen international präsentiert werden. Er kooperiert mit dem Museo Nacional de Ciencias Naturales (MNCN) in Madrid, um seine Expertise in der visuellen Rekonstruktion weiter zu vertiefen und zu verbreiten.

## Leben

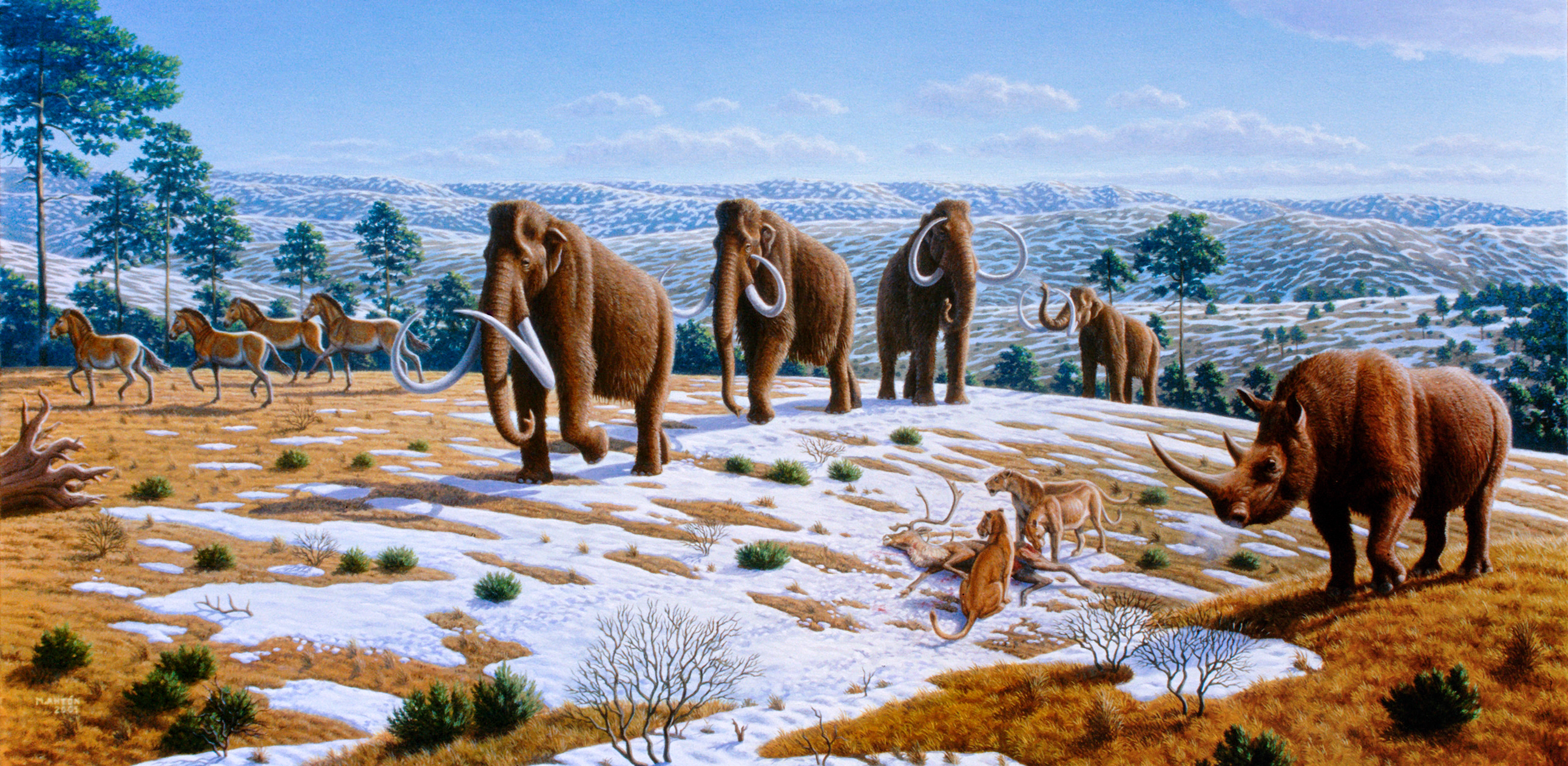
Megafauna in Nordspanien während der Eiszeit

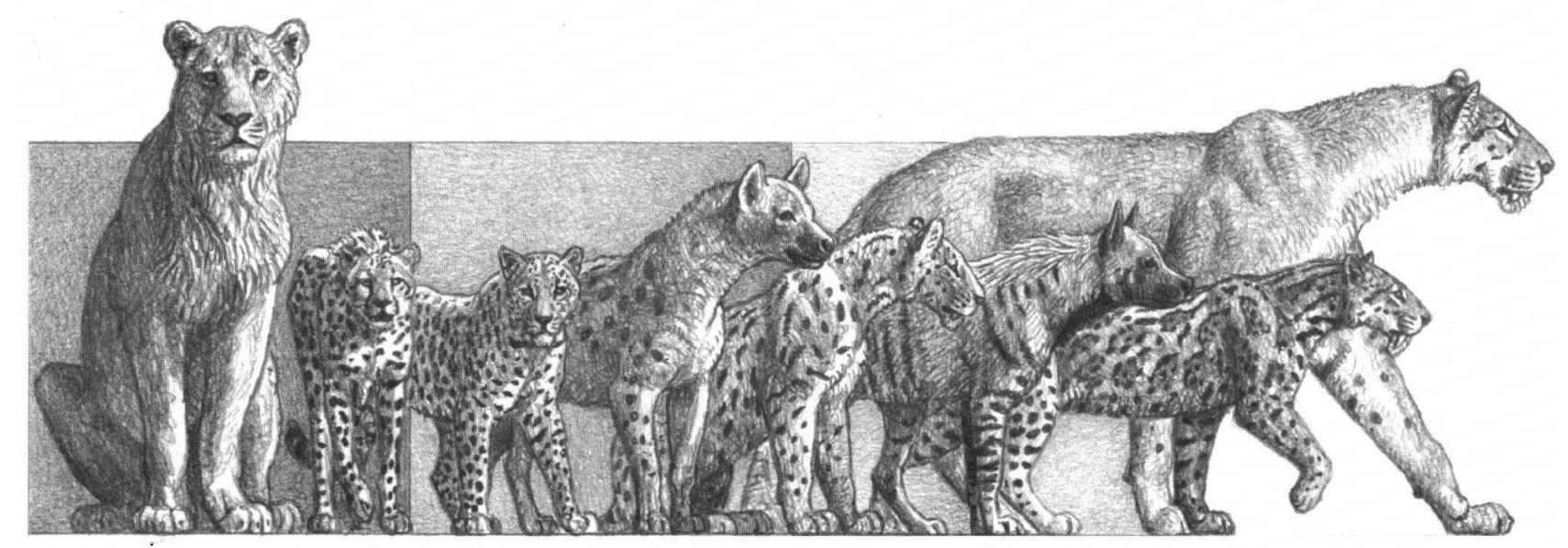
Rekonstruktion fossiler Katzenartiger aus dem Pliozän Afrikas

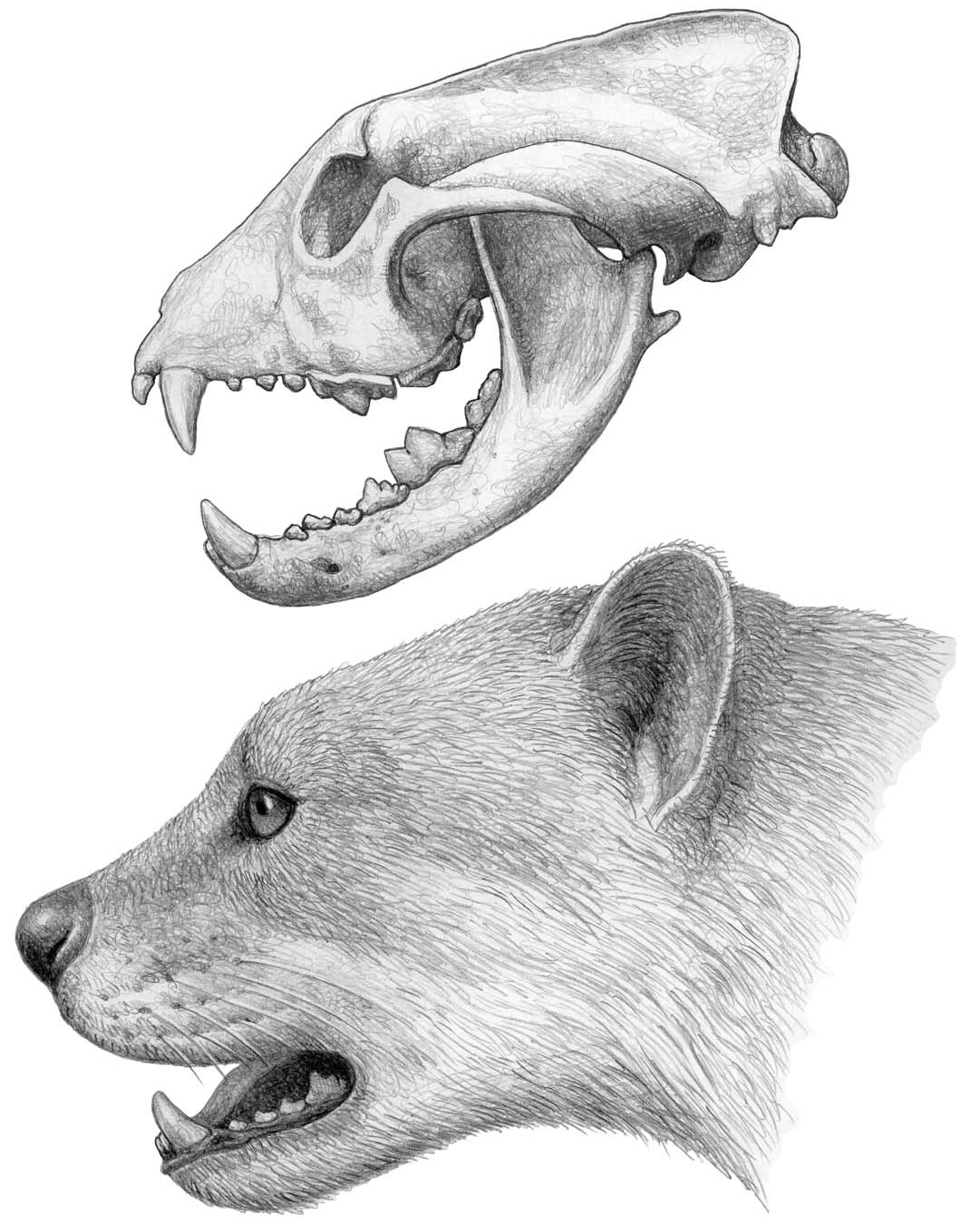
Schädel und Kopf von Simocyon

Antón, der sich in den 1970er Jahren als Jugendlicher in Caracas, Venezuela, aufhielt, entwickelte eine besondere Faszination für das Skelett der Säbelzahnkatze Smilodon fatalis, das im örtlichen Museum ausgestellt war. Diese Erfahrung inspirierte ihn dazu, seine Techniken zur Rekonstruktion von Fossilien weiterzuentwickeln. Sein Interesse konzentriert sich insbesondere auf Felidae (Katzen), Hominiden und andere Wirbeltiere. In seinem Buch El secreto de los fósiles betont er die Verantwortung des wissenschaftlichen Paläoillustrators, die Erkenntnisse der Paläontologie über ausgestorbene Arten präzise und anschaulich zu vermitteln.
Zu diesem Zweck sammelt Antón Daten über lebende Arten, reist international, arbeitet praxisnah mit Fossilien, seziert von Zoos gespendete Proben und untersucht ausgestorbene Arten in Zusammenarbeit mit Fachkollegen. Darüber hinaus nutzt er bestehende Ökosysteme als Grundlage für die Rekonstruktion vergangener Lebensräume. In seiner Funktion als Berater hat er für verschiedene Medien, darunter BBC, National Geographic Society, Natural History und Discovery Channel, zu Themen wie Paläobiologie, Biomechanik, Wanderungen und Lebensräume ausgestorbener Wirbeltiere beigetragen. Zudem wurde er von renommierten Vertretern der Paläokunst beeinflusst, darunter Charles R. Knight, Rudolph Zallinger, Zdeněk Burian und Jay Matternes, deren technologische und konzeptionelle Entwicklungen er würdigte.
Seit 2004 arbeitet er  mit dem Animationsstudio The Fly Factory, wobei er 3D-Modellierung und Animation einsetzt, um urzeitliches Leben zu rekonstruieren. Im Jahr 2006 wurde ihm der Lanzendorf PaleoArt-Preis der Society of Vertebrate Paleontology (SVP) für die beste wissenschaftliche Illustration verliehen. 2009 erhielt er eine Einladung des Chinesischen Instituts für Wirbeltierpaläontologie und Paläoanthropologie, um im Pekinger Museum sowie in einem neuen Museum und an Fossilienfundstätten im zentralchinesischen Hezheng unbeschriebene Fossilien von Beutegreifern aus erster Hand zu studieren. Darüber hinaus trug er zur künstlerischen Gestaltung eines Museums in Bolnissi, Georgien, bei, das 2022 für die European Museum Awards nominiert wurde.
Von 2009 bis 2010 war Antón an der Ausstellung Extreme Mammals des American Museum of Natural History in New York beteiligt. In den darauffolgenden Jahren organisierte er Kunstsafaris in das nördliche Botswana unter dem Titel Drawing the Big Cats. In diesem Rahmen vermittelt er Künstlern aus verschiedenen Ländern seine persönlichen Beobachtungen sowie seine Kenntnisse in der Anatomie und Evolution von Katzenartigen.
Seit 2020 ist Antón an der East Tennessee State University tätig.

## Veröffentlichungen
- Jordi Agustí, Mauricio Antón: Memoria de la tierra: vertebrados fósiles de la Península Ibérica. Ediciones del Serbal, 1997, ISBN 978-84-7628-195-6.
- Alan Turner, Mauricio Antón: The Big Cats and Their Fossil Relatives: An Illustrated Guide to Their Evolution and Natural History. Columbia University Press, 1997, ISBN 978-0-231-10229-2.
- José María Bermúdez de Castro, Eudald Carbonell und J. Rodriguez (Hrsg.): Atapuerca – Nuestros antecesores. Edition CSIC, León 1999, ISBN 978-8460-59335-5.
- Jordi Agusti, Mauricio Antón: Mammoths, Sabertooths, and Hominids: 65 Million Years of Mammalian Evolution in Europe. Columbia University Press, New York 2002, ISBN 978-0-231-10108-0.
- Meave Leakey und John M. Harris (Hrsg.): Lothagam: The Dawn of Humanity in Eastern Africa. Columbia University Press, New York 2003, ISBN 978-0-231-11870-5.
- Alan Turner, Mauricio Antón: National Geographic prehistoric mammals. National Geographic, Washington, D.C 2004, ISBN 978-0-7922-7134-5.
- Colin Tudge: The variety of life: a survey and a celebration of all the creatures that have ever lived. Reprinted Auflage. Oxford University Press, Oxford 2006, ISBN 978-0-19-860426-6.
- Mauricio Antón: El secreto de los fósiles: el arte y la ciencia de reconstruir a nuestros antepasados y otras criaturas. Aguilar, Madrid 2007, ISBN 978-84-03-09762-9.
- Alan Turner, Mauricio Anton: Evolving Eden: An Illustrated Guide to the Evolution of the African Large Mammal Fauna. Columbia University Press, 2007, ISBN 978-0-231-11945-0.
- Xiaoming Wang, Richard H. Tedford, Mauricio Antón: Dogs: their fossil relatives and evolutionary history. Columbia University Press, New York Chichester 2008, ISBN 978-0-231-13528-3.
- Mauricio Antón und Jorge Morales (Hrsg.): Madrid antes del hombre. Comunidad de Madrid, 2009. ISBN 978-84-4513-260-9
- Juan Luis Arsuaga, Ignacio Martínez, Mauricio Antón: La especie elegida: la larga marcha de la evolución humana. Ediciones Temas de Hoy, Madrid 2010, ISBN 978-84-8460-463-1.
- Jordi Agustí und Mauricio Antón: La gran migración: La evolución humana más allá de África (Drakontos). Crítica, Barcelona, 2011. ISBN 978-84-9892-533-3
- Mauricio Antón: Sabertooth (= Life of the past). Indiana university press, Bloomington (Ind.) 2013, ISBN 978-0-253-01042-1.